# 五镇
镇是中国古代一系列重大名山的总称，是中国古代礼制中重要的祭祀对象，与五岳、四海、四渎并称“嶽鎮海瀆”。镇山的具体所指曾有过多次改变，至宋元确立为五镇，分别为东镇沂山（在今山东临朐）、西镇吴山（在今陕西宝鸡）、南镇会稽山（在今浙江绍兴）、北镇医巫闾山（在今辽宁北镇）、中镇霍山（在今山西霍州）。

## 历史
镇山概念的最早记载出现在《周礼》中。《周礼·夏官》中提到“九州”，每一州都有一座“山镇”：扬州，会稽山；荆州，衡山；豫州，华山；青州，沂山；兖州，岱山；雍州，岳山（今吴山）；幽州，医无闾；冀州，霍山；并州，恒山（今大茂山）。《周礼·春官·大司乐》将“四镇五岳崩”与“日月食”相提并论，是国家遭遇的重大异变。“镇”最初泛指地域内高大的名山，在这一含义上跟“嶽”同义，两者常常混同。

东晋时期，晋成帝设立北郊，地郊所祭祀的四十四神中，全国性大山包括五岳以及《周礼》九州山镇中未列入五岳的沂山、岳山、霍山、医无闾山、会稽山，但这五座山还没有像“五岳”那样用一个名称来概括和统称。南朝承袭东晋礼制，梁朝北郊同样祭祀以上诸山，当时的博士明山宾将其中五岳以外的全国性大山称为“镇”。北朝的北齐则明确特指沂山、会稽山、衡山、太岳山（即吴山）、医巫闾山为“镇”，超出一般的山。隋朝礼制在南北朝的基础上，创造性地开创了完整的嶽镇海渎国家山川祭祀制度，确定东镇沂山，南镇会稽山，西镇吴山，北镇医巫闾山，冀州镇霍山，并分别立祠。
隋朝确立东西南北镇，又将霍山定为冀州镇，是为了调和《周礼》中“五岳四镇”和九州镇山除诸嶽之外尚有五座的矛盾。唐代礼制，有时只采用四镇，如《开元礼》中明确祭祀五岳四镇，有时则将五镇同等对待，如天宝八年，将“九州镇山，除入诸嶽外”都封为公。到北宋乾德六年，将霍山定为中镇，与五方五岳相配的五方五镇自此明确定立。

隋唐时期，吴山在诸镇中地位最高。隋代，诸镇中只有吴山跟五岳一样设有令官。安史之乱中，唐肃宗将吴山改为西岳。宋代，吴山于元丰八年（1085年）首先由公改封为王，其他四镇直到政和三年（1113年）方才封王。元明清，则以医巫闾山为诸镇中地位最高者。如清代祭祀医巫闾山时，除音乐外均按照五岳的典制。有学者认为，这种地位的变化与政治中心从长安转至北京的位置有着密切的关系。

## 祭祀
古代王朝祭祀五镇，往往与五岳、四海、四渎一起。周期性祭祀分为代祀和常祀。前者即派遣使臣，代表中央到各地祠庙祭祀；后者即所在地地方官员每年前往祠庙例行祭祀。此外还有临时性祭祀，如旱灾时的祈雨、地震后的祈福等。五镇均设有祠庙，分别为东镇庙、南镇庙、霍山祠、西镇吴岳庙、北镇庙。北镇庙现为全国重点文物保护单位 ，东镇庙现为山东省文物保护单位。
|       |    |          | 沂山         | 会稽山         | 霍山         | 吴山         | 医巫闾山         |
| ----- | -- | -------- | ------------ | -------------- | ------------ | ------------ | ---------------- |
| 唐    | 唐 | 天宝十年 | 东安公       | 永兴公         | 应圣公       | 成德公       | 广宁公           |
| 宋 金 | 宋 | 元豐八年 |              |                |              | 成德王       |                  |
| 宋 金 | 宋 | 政和三年 | 东安王       | 永济王         | 应灵王       |              | 广宁王           |
| 宋 金 | 金 | 明昌年间 | 东安王       | 永兴王         | 应灵王       | 永靖王       | 广宁王           |
| 元    | 元 | 大德二年 | 元德东安王   | 昭德顺应王     | 崇德应灵王   | 成德永靖王   | 贞德广宁王       |
| 明    | 明 | 洪武三年 | 东镇沂山之神 | 南镇会稽山之神 | 中镇霍山之神 | 西镇吴山之神 | 北镇医无闾山之神 |

## 注解
1. ↑  三国魏卫凯《西岳华山亭碑》：“岩岩西岳，五镇次宗。”[3]前燕竺道爽《檄太山文》：“嵩峙皇州之中镇，四渎之所坟。”
[4][5]唐阎随侯《西岳望幸赋》：“实五镇之为首，谅群山之所稀。且夫西岳之为镇也大焉，西方之为义也多矣。”[6]
2. ↑  地方性小山则有都城建康附近的蒋山（今紫金山）和白山（今幕府山）。